# Didivka, Zaricine
Didivka (în ucraineană Дідівка) este un sat în comuna Nobel din raionul Zaricine, regiunea Rivne, Ucraina.

## Demografie
Componența lingvistică a localității Didivka
     Ucraineană (100%)
Conform recensământului din 2001, toată populația localității Didivka era vorbitoare de ucraineană (100%).